# Ярва
Ярва (на естонски: Järva maakond, Ярва мааконд) е една от 15-те области в Естония. Областта се намира в централната част на страната и граничи съответно с областите: на изток – Ляяне-Виру, на югоизток – Йъгева, на юг – Вилянди, на югозапад – Перну, на запад – Рапла и на север – Харю. 2,8% от населението на Естония живее в Ярва.

## Управление на Ярва
Областта се управлява от губернатор (maavanem), който се определя от правителство на Естония за период от 5 години. От 2009 г. губернатор на Ярва е Тийна Орасте.

## Общини
Областта се дели на 12 общини като една от тях е със статут на град (linn), а останалите 11 са епархии, състоящи се от села (vallad).
- Пайде (град)
- Албу
- Амбла
- Имавере
- Йерва-Яни
- Кареда
- Коеру
- Койги
- Пайде
- Роосна-Аллику
- Тюри
- Вяятса